# 巴东维莱
巴东维莱（法語：Badonviller，法語發音：[badɔ̃vile]）是法国默尔特-摩泽尔省的一个市镇，位于该省东南部，属于吕内维尔区。《巴登威勒进行曲》创作于此。

## 地理
巴东维莱（48°30'0"N, 6°53'35"E）面积21.95 平方千米，位于法国大東部大區默尔特-摩泽尔省，该省份为法国东北部内陆省份，是洛林的一部分，北邻比利时、卢森堡，北起顺时针与摩泽尔省、下莱茵省、孚日省和默兹省接壤。
与巴东维莱接壤的市镇（或旧市镇、城区）包括：蒙特勒、昂塞尔维莱、昂戈蒙、布雷梅尼勒、费讷维莱、讷维莱莱巴东维莱、佩克索讷、皮埃尔佩尔塞、圣莫里斯欧福日。
巴东维莱的时区为UTC+01:00、UTC+02:00（夏令时）。

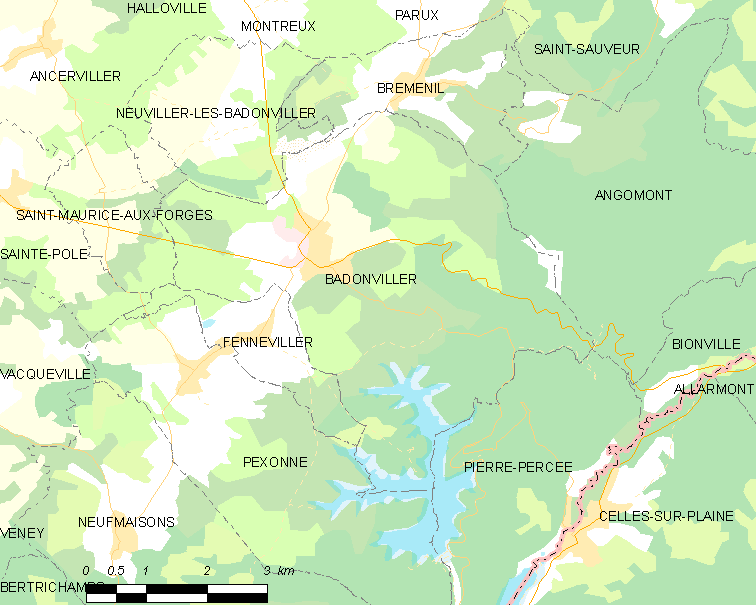
巴东维莱的OSM定位图

## 行政
巴东维莱的邮政编码为54540，INSEE市镇编码为54040。

## 政治
巴东维莱所属的省级选区为巴卡拉县。

## 人口

1962-2008年间巴东维莱人口变化图示

巴东维莱于2022年1月1日时的人口数量为1533人。